# Hieracium macrodontoides
Hieracium macrodontoides es una especie de planta con flor del género Hieracium, de la familia Asteraceae, orden Asterales.

## Distribución
Hieracium macrodontoides se distribuye por Albania y exYugoslavia.

## Taxonomía
Fue descrita científicamente por (Zahn) Zahn.